# Candikuning
Candikuning est une ville indonésienne du kecamatan de Baturiti, dans le kabupaten de Tabanan de la province de Bali. L'usage, notamment pour les voyageurs, semble être d'employer le nom Bedugul (en), qui n'est pas officiellement une commune, plutôt la dénomination d'une zone touristique.

## Histoire

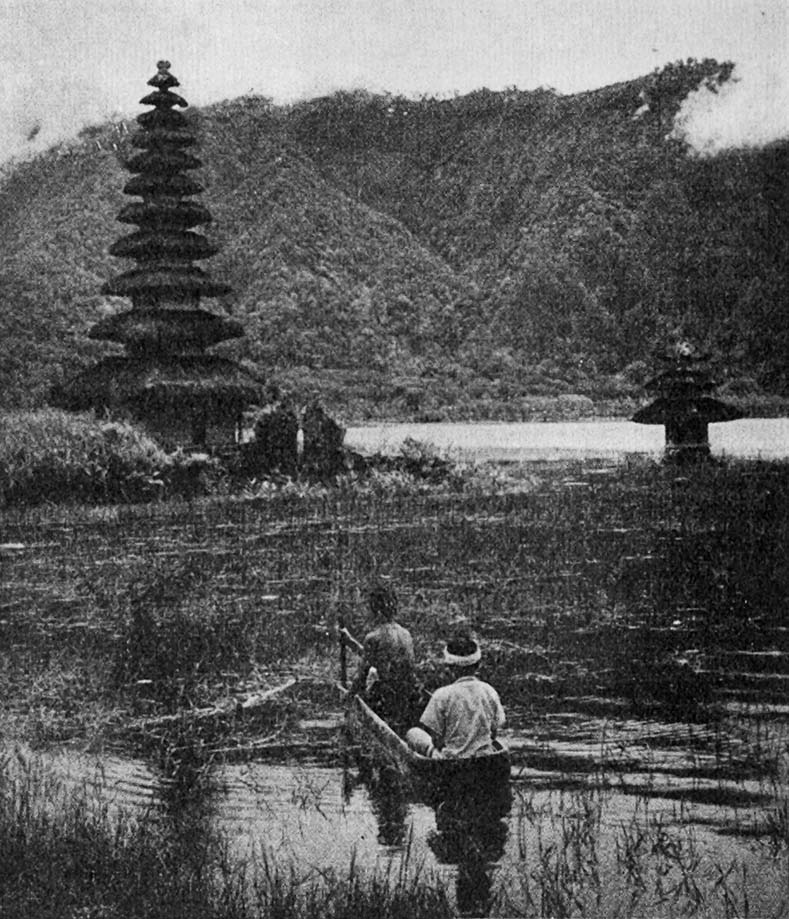
Le Pura Ulun Danu Bratan en 1958 dans Bali: Where, What, When, How, publication du ministère indonésien de l'information
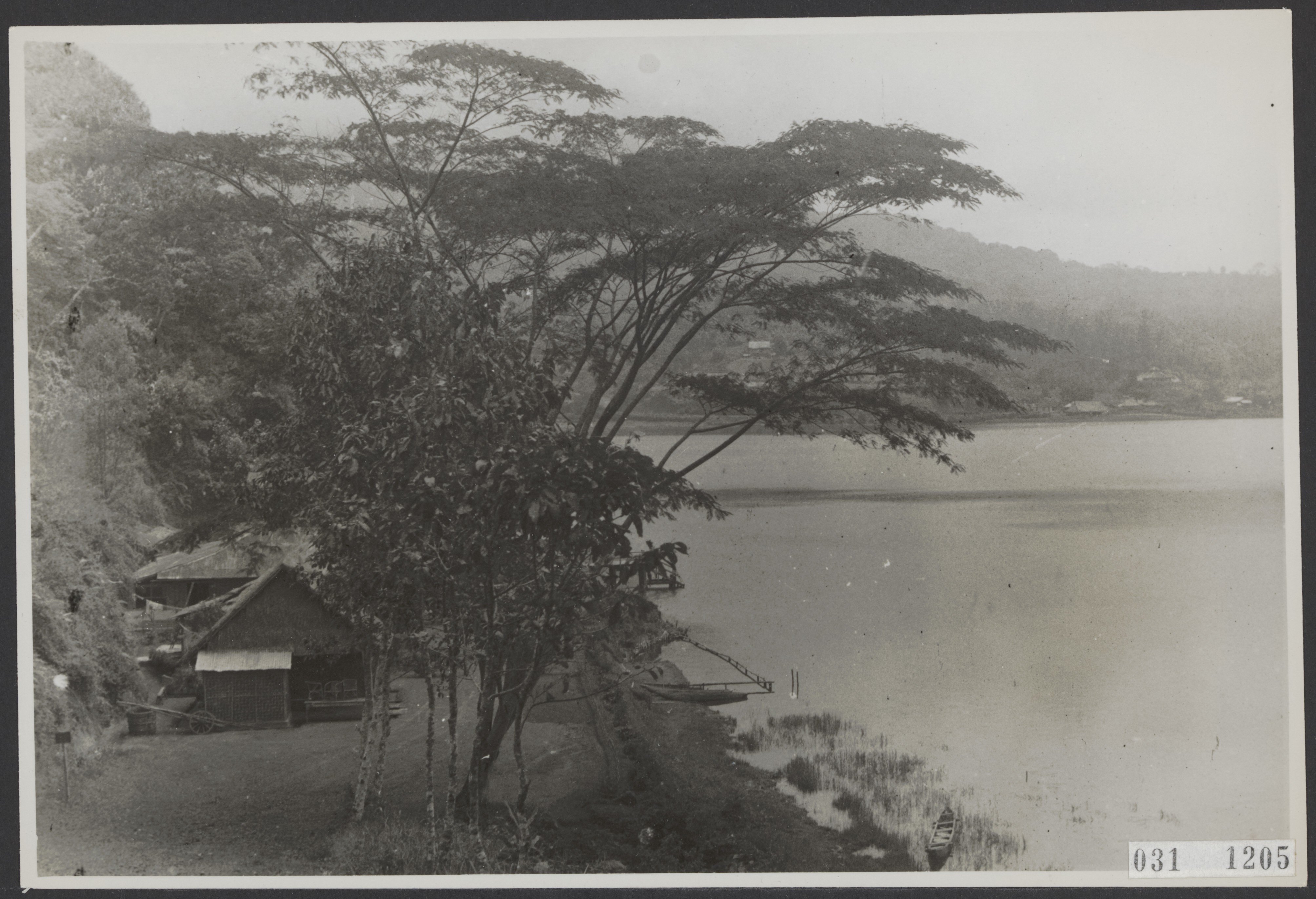
Un centre pour militaires en 1949
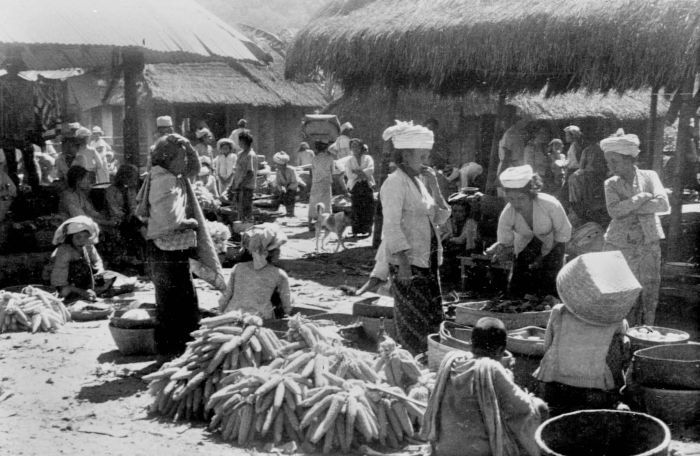
Le marché en 1949, Tropenmuseum

## Géographie
Situé à pls de 1200 mètres d'altitude, il borde le lac Bratan.

## Particularités
Il s'y tient un des plus grands marchés aux fruits et légumes de la région, où on peut trouver des fruits du dragon, des litchis chevelus ou des tamarillos.

## Galerie

Le Pura Ulun Danu Bratan
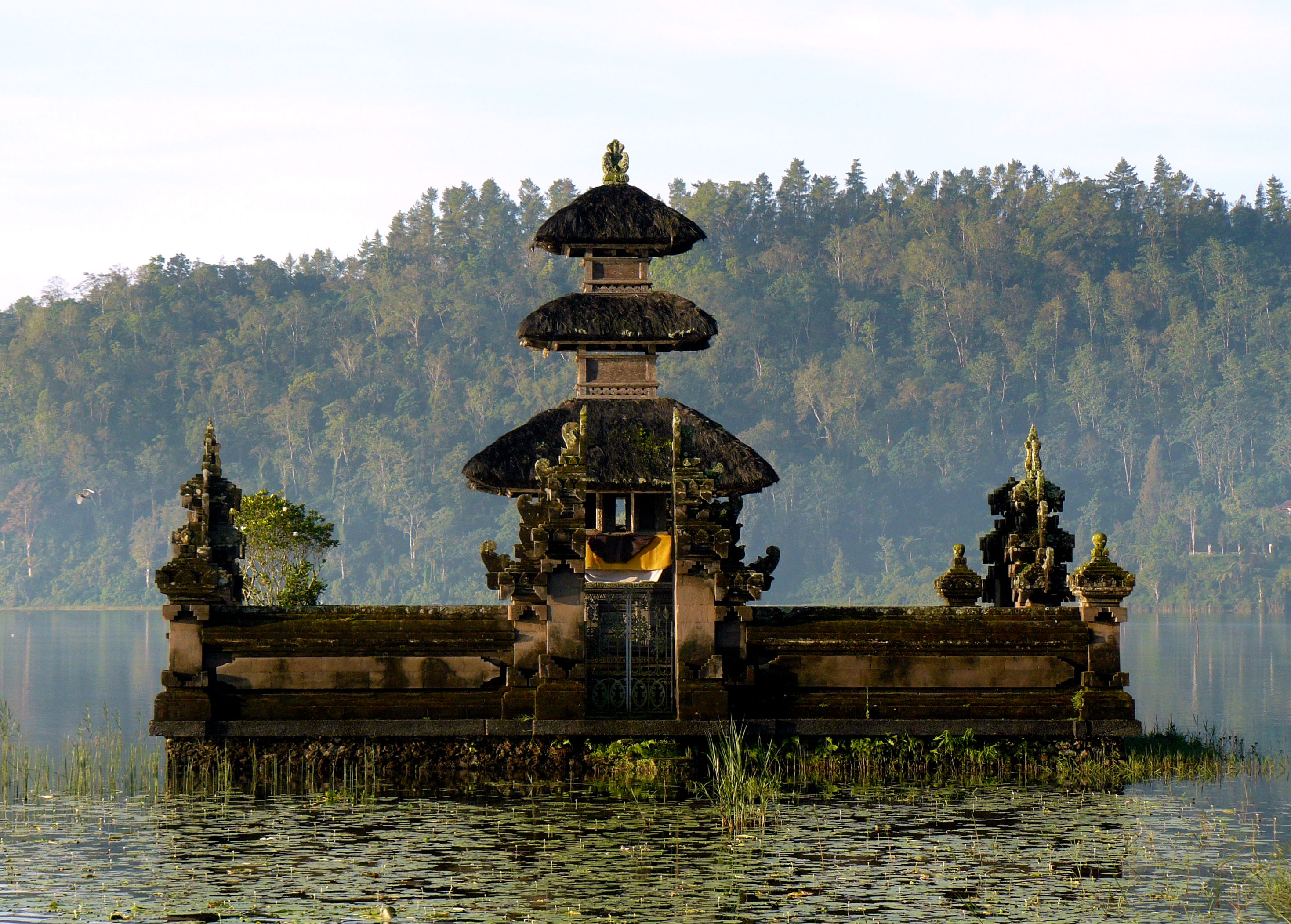
Le Pura Ulun Danu Bratan, L'un des temples de Bali les plus photographiés[4], car il est parfois submergé
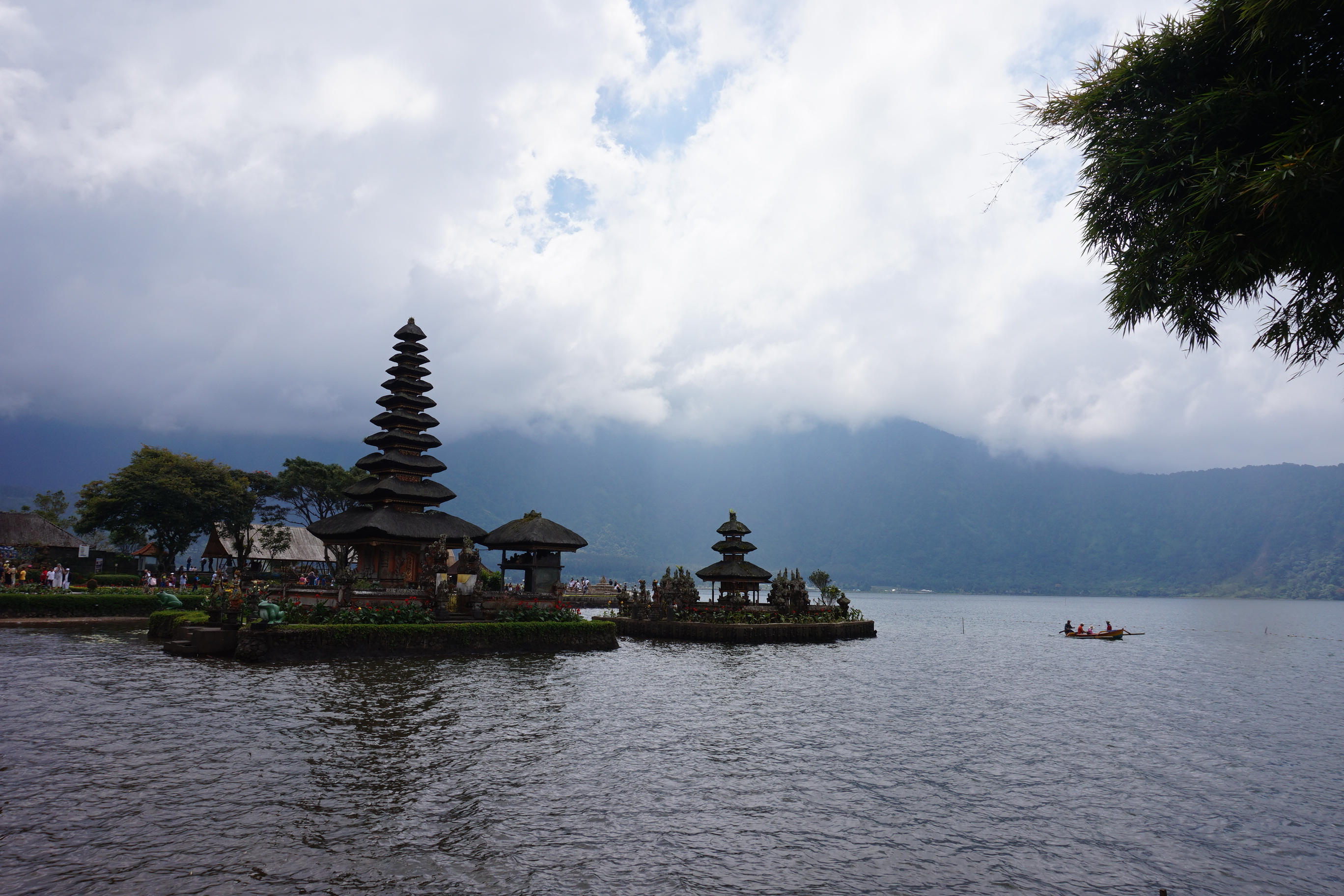
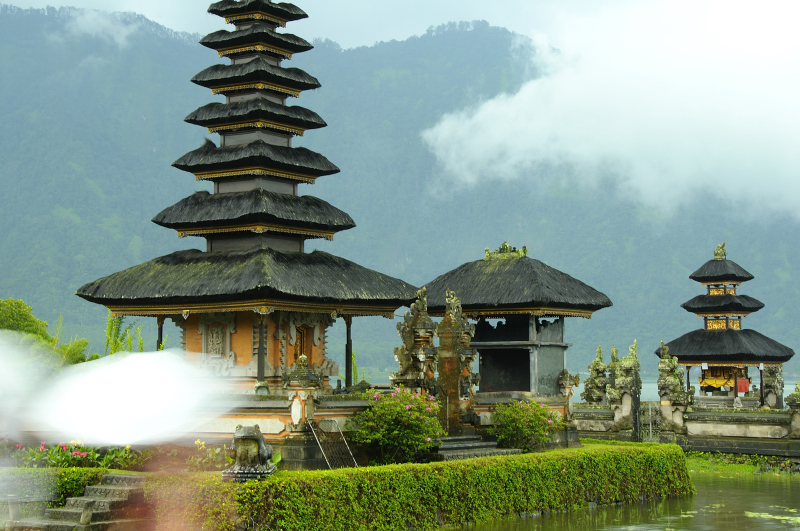

Le lac Bratan
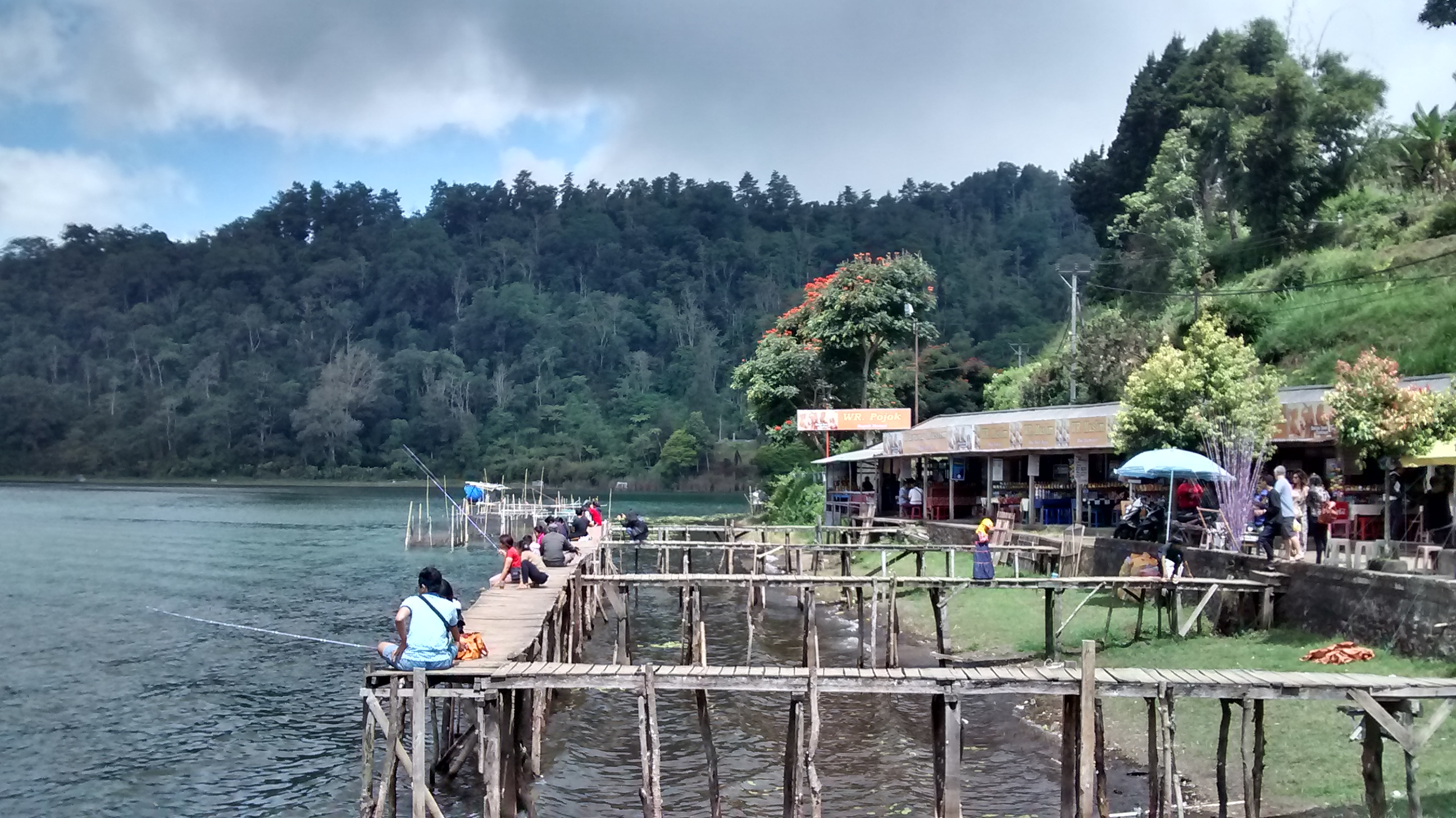
Pêcheurs sur le lac Bratan
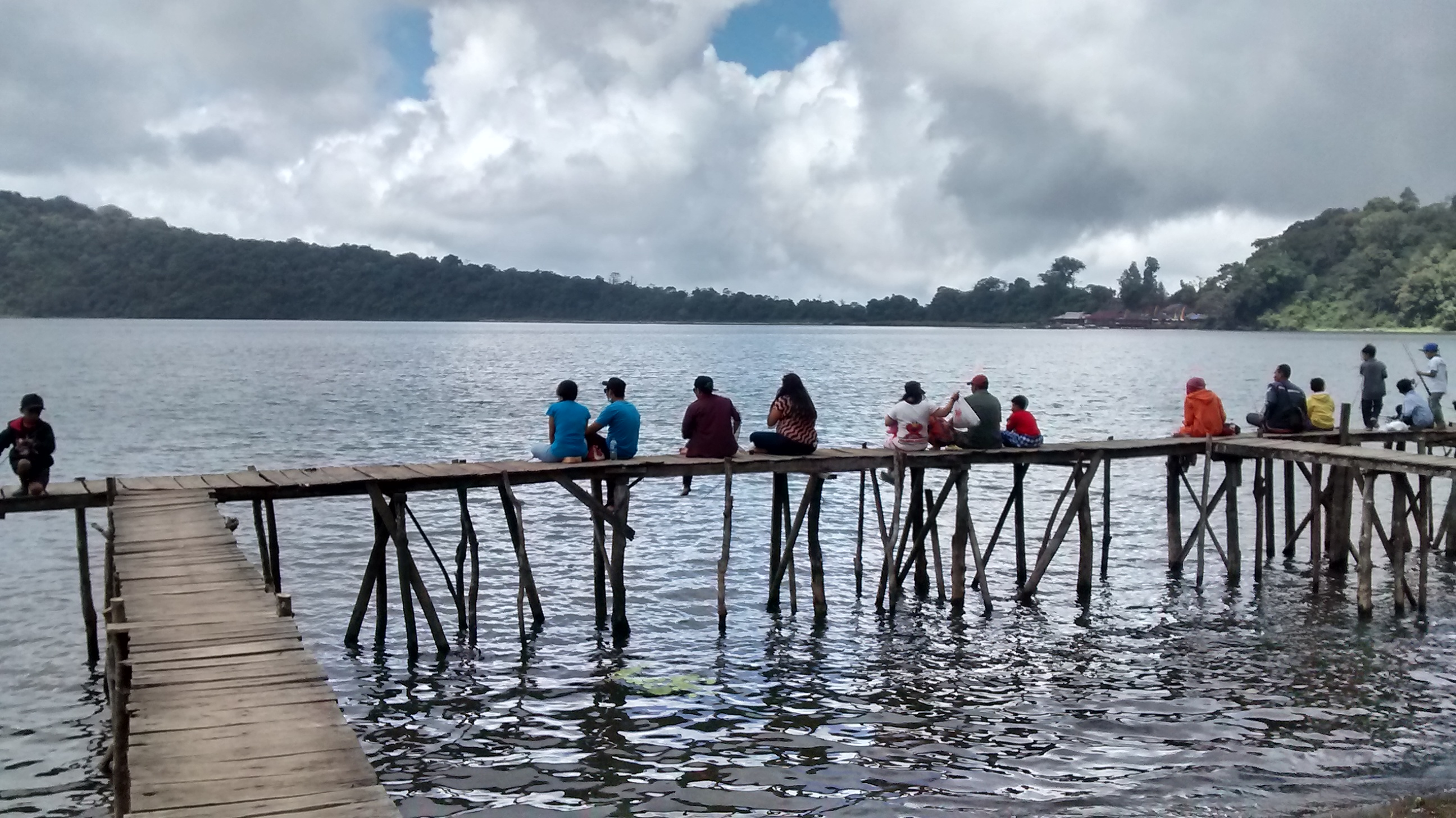
Le lac

Le jardin botanique de Bali
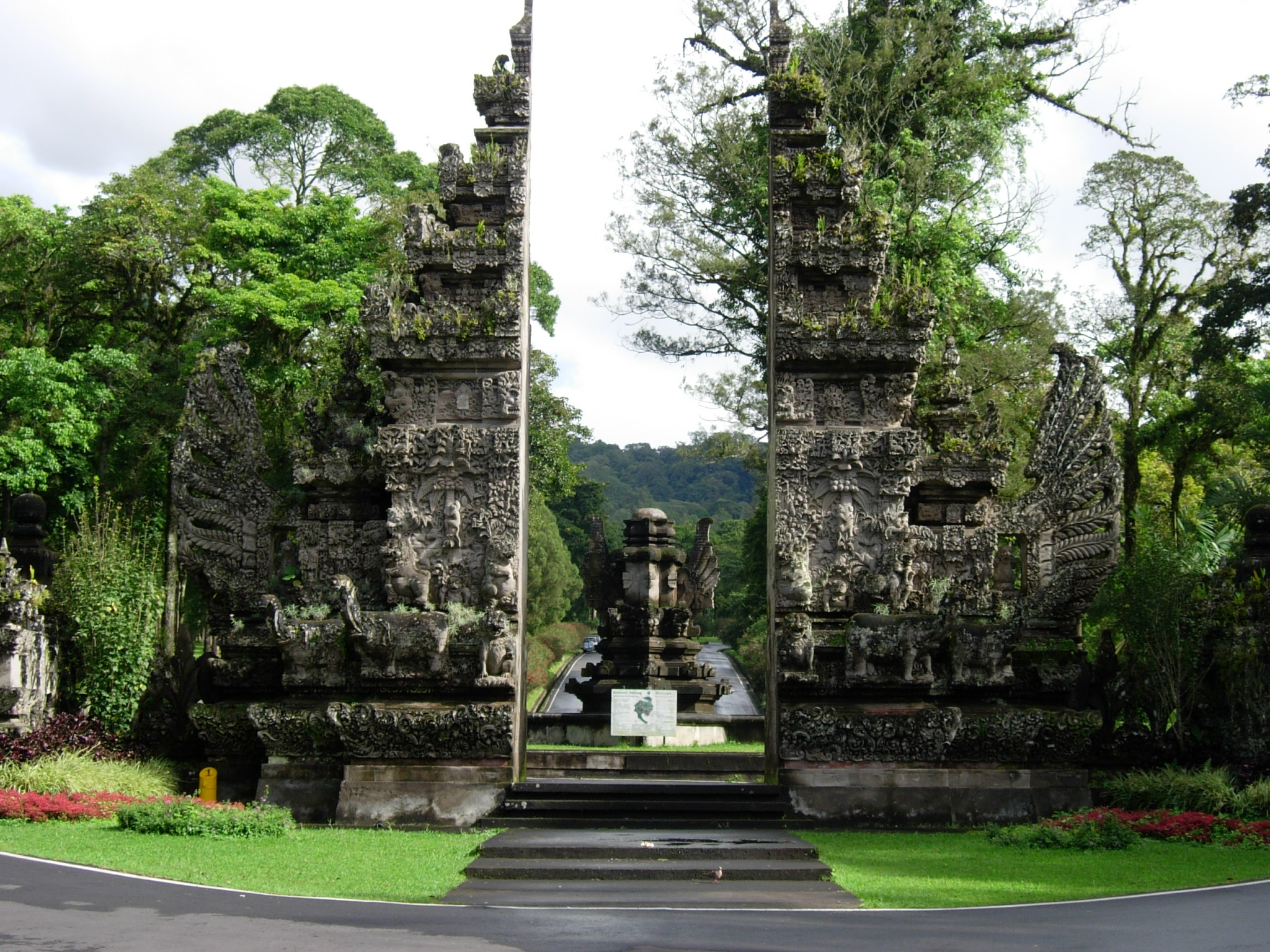
Le jardin botanique de Bali